# 沃萊尼鄉 (奧爾特縣)
44°15′N 24°48′E / 44.250°N 24.800°E
沃萊尼鄉（羅馬尼亞語：Comuna Văleni, Olt），是羅馬尼亞的鄉份，位於該國南部，由奧爾特縣負責管轄，處於布加勒斯特以西110公里，每年平均降雨量970毫米，海拔高度131米，2007年人口3,258。